# استنتون (ویرجینیا)
استنتون (به انگلیسی: Staunton) شهری در ایالت ویرجینیا کشور ایالات متحده آمریکا است که جمعیت آن در سرشماری سال ۲۰۱۰ میلادی، ۲۳٬۷۴۶ نفر بوده‌است.